# Insieme di Mandelbrot

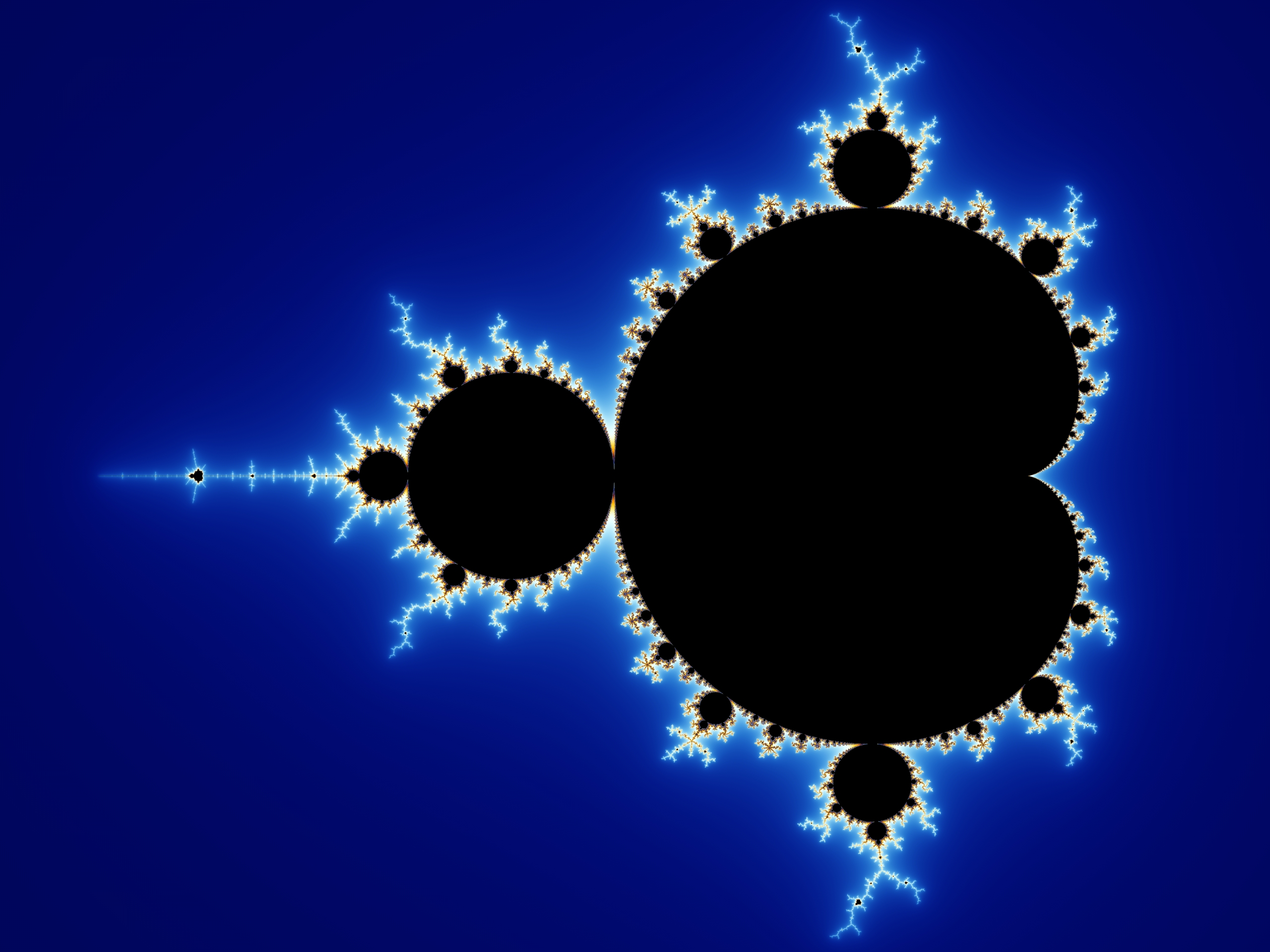
Una rappresentazione dell'insieme di Mandelbrot.

L'insieme di Mandelbrot o frattale di Mandelbrot è uno dei frattali più popolari, conosciuto anche al di fuori dell'ambito matematico per le suggestive immagini multicolori che ne sono state divulgate.
È l'insieme dei numeri complessi {\displaystyle c} per i quali la successione definita da:
{\displaystyle {\begin{cases}z_{0}=0\\z_{n+1}=z_{n}^{2}+c\end{cases}}}
è limitata.
Nonostante la semplicità della definizione, l'insieme ha una forma complessa il cui contorno è un frattale. Solo con l'avvento del computer è stato possibile visualizzarlo.
L'insieme prende il nome da Benoît Mandelbrot, colui che nel suo libro Les Objets Fractals: Forme, Hasard et Dimension (1975) rese popolari i frattali.

## Storia

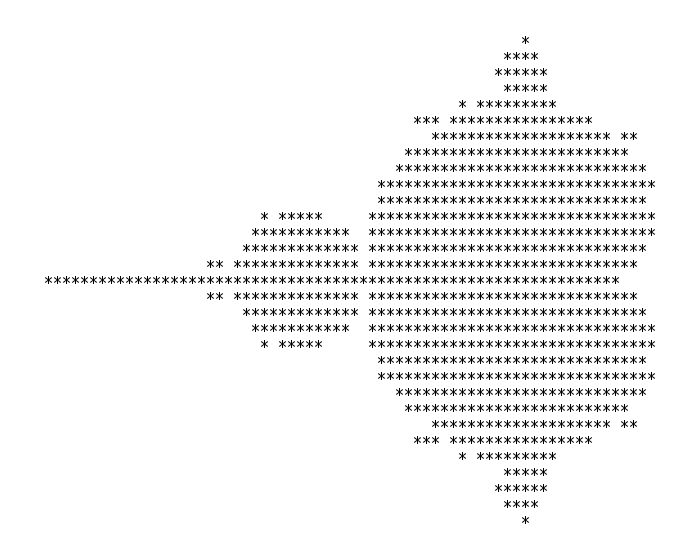
La prima immagine pubblica dell'insieme di Mandelbrot creata da Robert W. Brooks e Peter Matelski nel 1978

L'insieme di Mandelbrot si colloca nel campo della dinamica complessa, il cui studio inizia con i matematici francesi Pierre Fatou e Gaston Julia all'inizio del XX secolo. I primi disegni dell'insieme di Mandelbrot risalgono al 1978 e fanno parte di uno studio di Robert Brooks e Peter Matelski riguardante i gruppi kleiniani; è Benoît Mandelbrot nel 1980 a visualizzare per primo la forma che oggi porta il suo nome e a riconoscere che si tratta di un frattale.
Lo studio approfondito di questo insieme comincia nel 1984 con il lavoro dei matematici Adrien Douady e John H. Hubbard, che ne scoprono molte fondamentali proprietà e gli danno il nome di Mandelbrot.
L'articolo di copertina del numero di Scientific American dell'agosto 1985, tradotto in italiano su Le Scienze nell'ottobre dello stesso anno, rappresenta un'immagine creata da Benoît Mandelbrot, Heinz-Otto Peitgen e John H. Hubbard; in quell'articolo l'insieme è definito "l'oggetto più complesso esistente in matematica" e, grazie anche alle colorate immagini che accompagnano l'articolo, inizia la popolarità dell'insieme anche presso il grande pubblico. I matematici Heinz-Otto Peitgen e Peter Richter diventano famosi promuovendo l'insieme con fotografie, libri e raccolte d'immagini.
Il lavoro di Douady e Hubbard coincide con una grande crescita d'interesse nella dinamica complessa e lo studio dell'insieme di Mandelbrot è subito un elemento centrale di questo campo. Una lista completa di tutti i matematici che da allora contribuiscono alla comprensione di questo insieme è al di là degli scopi di questa voce, ma una tale lista includerebbe senz'altro ai primi posti Mikhail Lyubich, Curt McMullen, John Milnor, Mitsuhiro Shishikura e Jean-Christophe Yoccoz.

## Definizione formale
L'insieme di Mandelbrot {\displaystyle M} è definito a partire da una famiglia di polinomi quadratici complessi:
{\displaystyle f_{c}:\mathbb {C} \to \mathbb {C} }
nella forma:
{\displaystyle f_{c}(z)=z^{2}+c.}
dove {\displaystyle c} è un parametro complesso.
Per ogni {\displaystyle c} si considera il comportamento della successione
{\displaystyle (0,f_{c}(0),f_{c}(f_{c}(0)),f_{c}(f_{c}(f_{c}(0))),\ldots )}

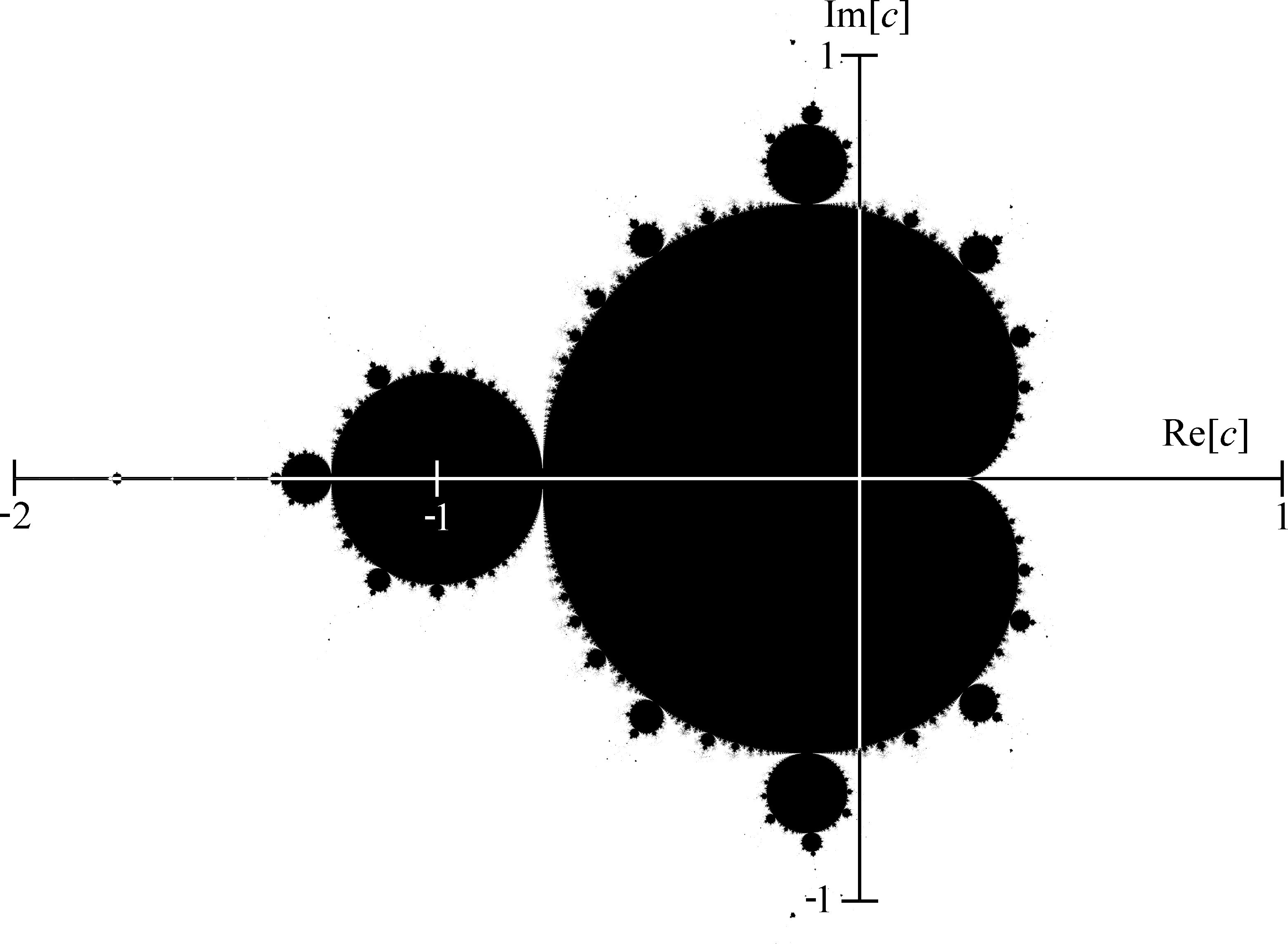
Una rappresentazione matematica rigorosa dell'insieme di Mandelbrot M. I punti che appartengono all'insieme sono colorati di nero, i restanti di bianco.

ottenuta iterando {\displaystyle f_{c}(z)} a partire dal punto {\displaystyle z=0}; questa può o divergere all'infinito oppure essere limitata. L'insieme di Mandelbrot è definito come l'insieme dei punti {\displaystyle c} tali che la corrispondente successione è limitata.
Più formalmente, se {\displaystyle f_{c}^{n}(z)} indica l'n-esima iterata di {\displaystyle f_{c}(z)} (cioè {\displaystyle f_{c}(z)} composta con sé stessa n volte), l'insieme di Mandelbrot è il sottoinsieme del piano complesso dato da:
{\displaystyle M=\left\{c\in \mathbb {C} :\sup _{n\in \mathbb {N} }|f_{c}^{n}(0)|<\infty \right\}}
Si può dimostrare che se il modulo di {\displaystyle z_{n}} è maggiore di {\displaystyle 2} allora la successione divergerà e quindi il punto {\displaystyle c} sarà esterno all'insieme di Mandelbrot.

## Rappresentazione grafica
Dal punto di vista matematico, l'insieme di Mandelbrot è semplicemente un insieme di numeri complessi. Ogni numero complesso {\displaystyle c} può appartenere a {\displaystyle M} oppure no. Una rappresentazione grafica rigorosa dell'insieme di Mandelbrot si ottiene colorando tutti i punti {\displaystyle c} che appartengono a {\displaystyle M} di nero e gli altri di bianco.
Le immagini multicolori che si vedono sono generate colorando i punti esterni all'insieme in dipendenza di "quanto velocemente" la sequenza {\displaystyle |f_{c}^{n}(0)|} diverge all'infinito. Il minimo valore di {\displaystyle n} per cui {\displaystyle |z_{n}|>2} è un indice di quanto "lontano dal contorno" si trova un punto e viene utilizzato per la rappresentazione "a colori". Paradossalmente, i punti colorati che conferiscono il fascino al frattale di Mandelbrot sono proprio quelli che non appartengono all'insieme.

## Relazione con gli insiemi di Julia
L'insieme di Mandelbrot permette di indicizzare gli insiemi di Julia. Ad ogni punto del piano complesso corrisponde un diverso insieme di Julia; tale insieme è connesso se il punto in questione appartiene all'insieme di Mandelbrot, ed è invece non connesso se il punto non vi appartiene.
Intuitivamente, gli insiemi di Julia più interessanti (ovvero quelli dalle forme meno banali) corrispondono a punti che si trovano vicino al bordo dell'insieme di Mandelbrot; punti molto all'interno generano insiemi di Julia dalle forme geometriche semplici, mentre i punti esterni, lontani dal bordo, generano insiemi di Julia formati da molti piccoli insiemi non connessi.

## Generalizzazioni e varianti

Animazione dell’insieme di Multibrot per d che varia da 2 a 5

L’insieme di Mandelbrot può essere generalizzato dagli esponenti {\displaystyle d} superiori a 2 per {\displaystyle z} ↦ {\displaystyle z^{d}+c}. Queste generalizzazioni si chiamano « Multibrot ».

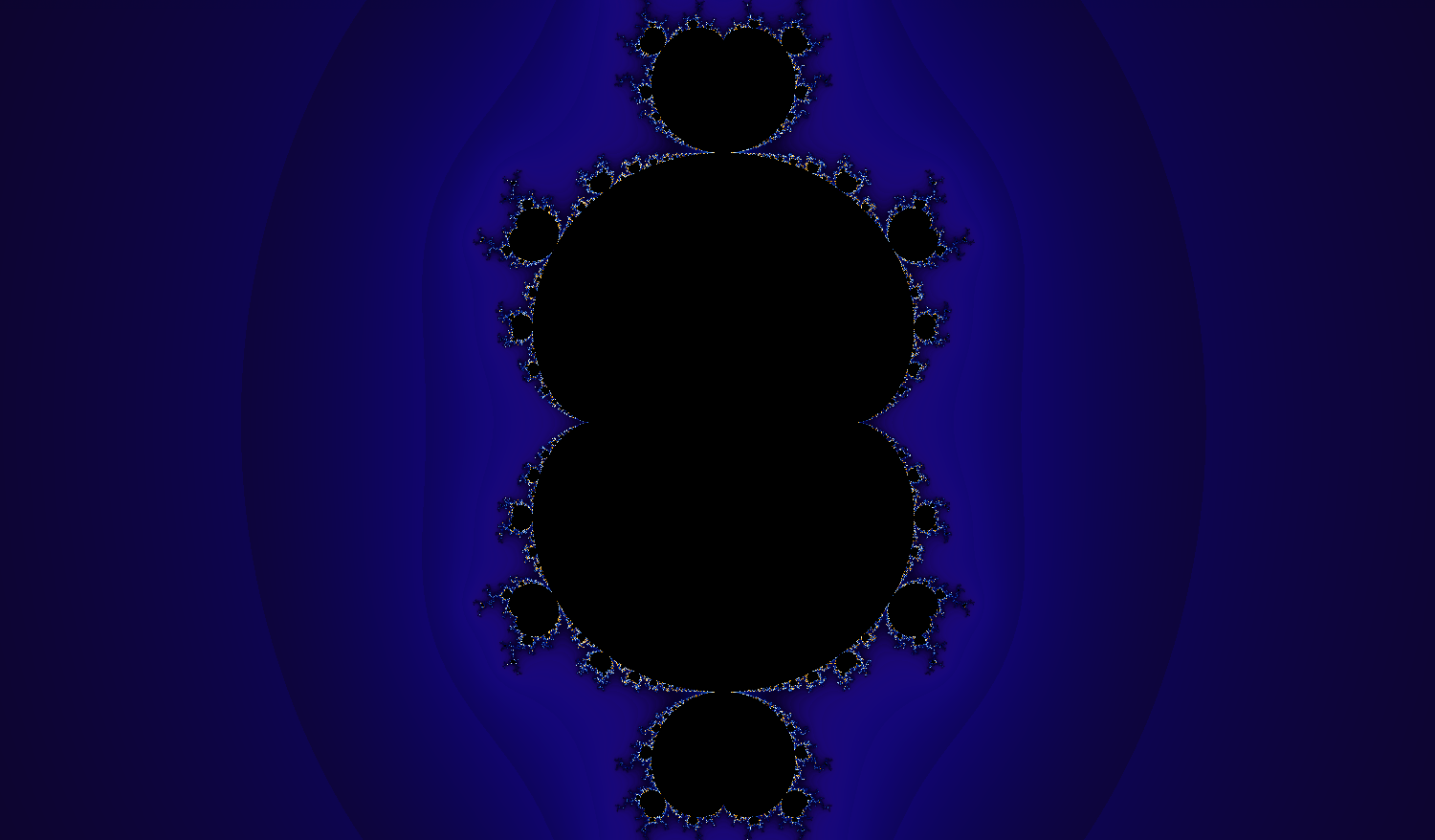
Potenza 3
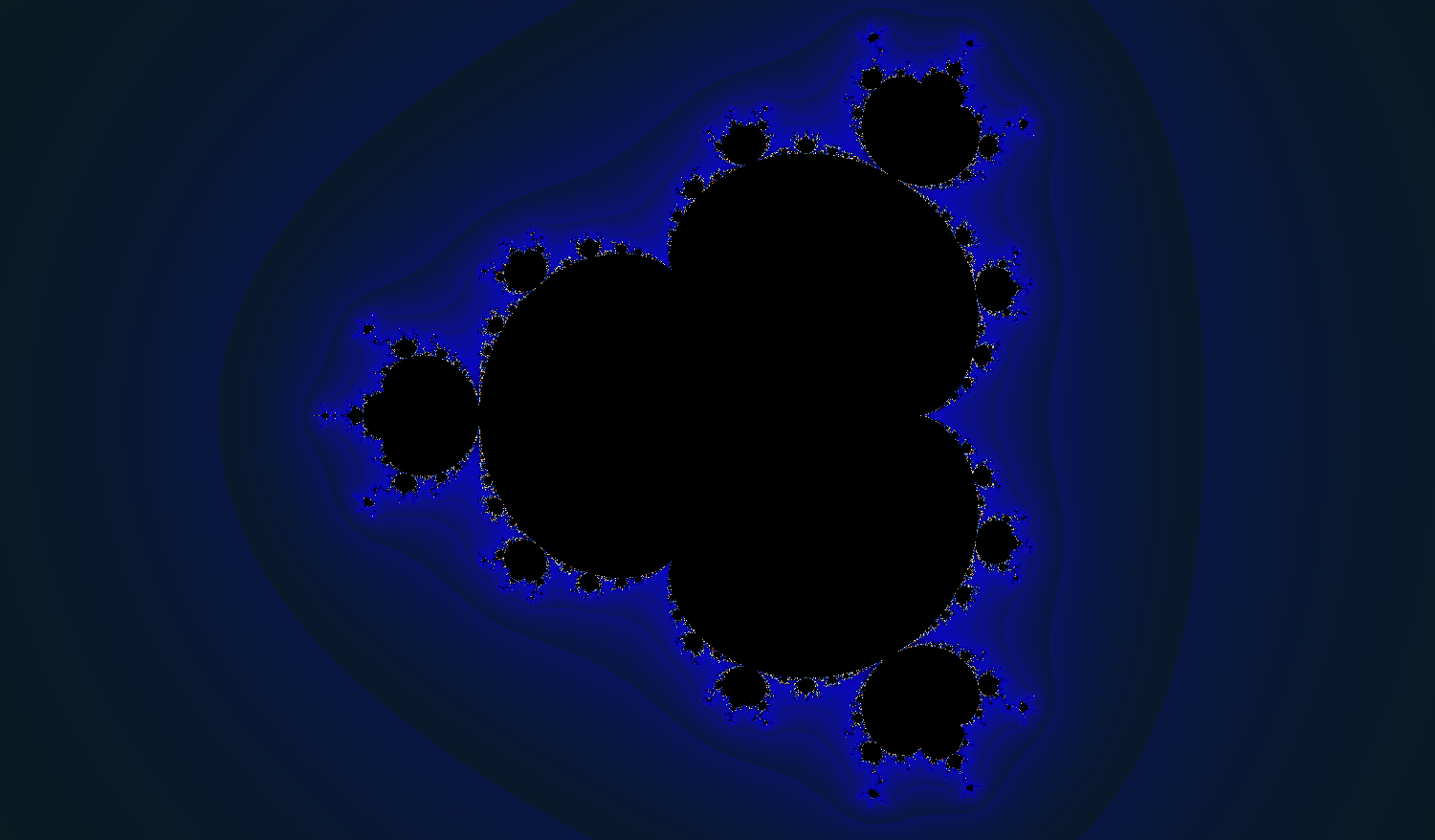
Potenza 4
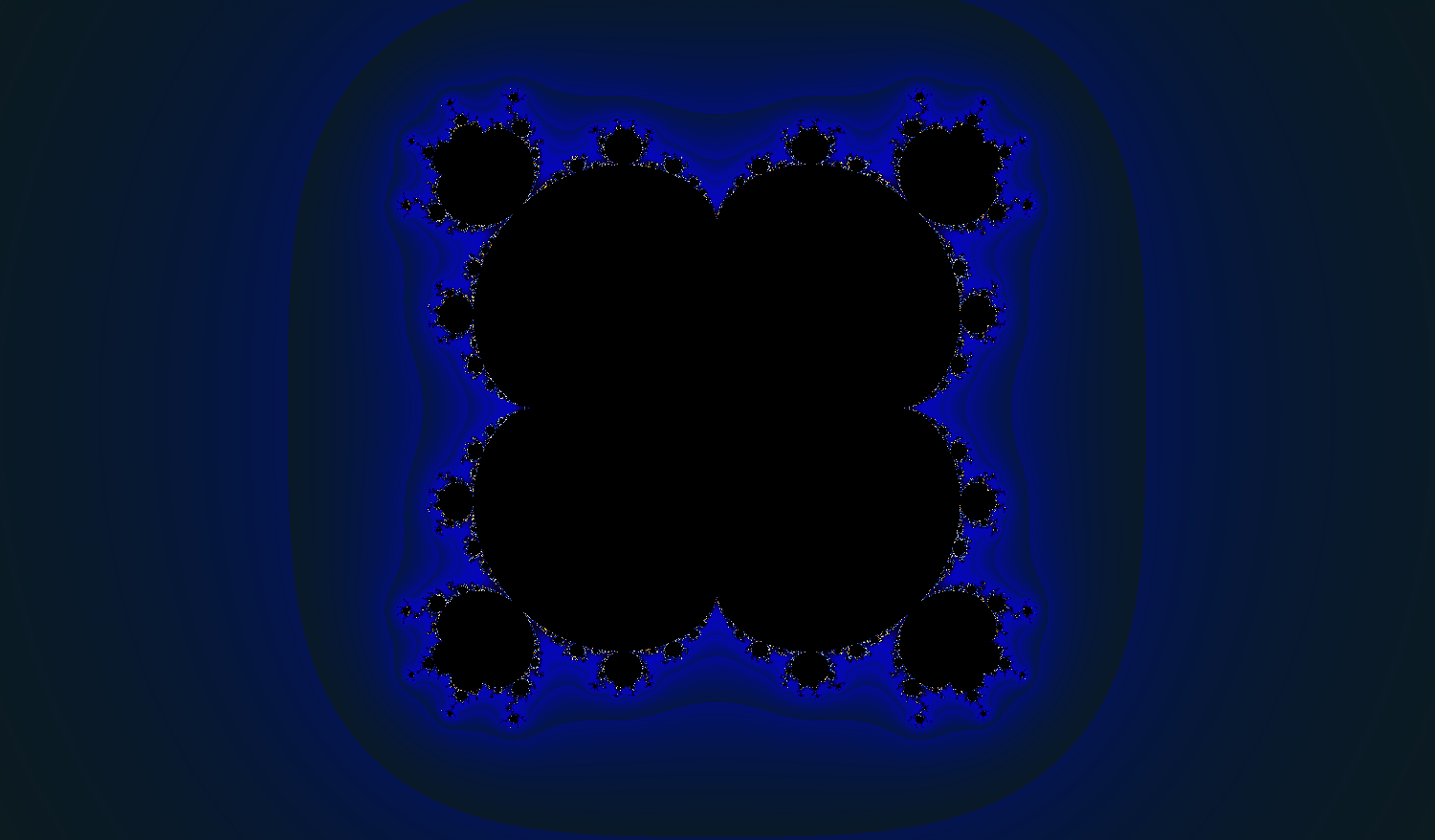
Potenza 5
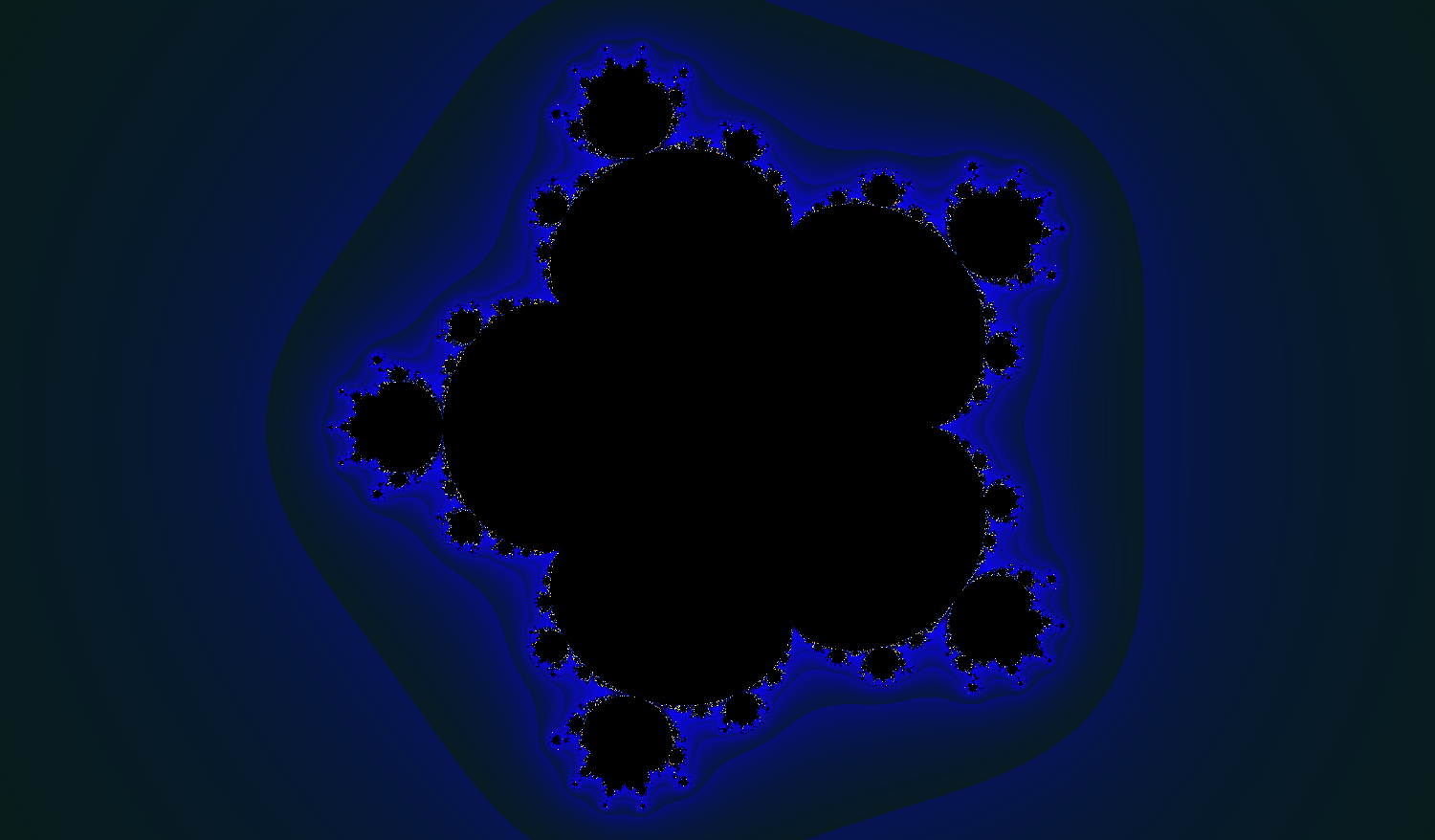
Potenza 6

## Galleria d'immagini

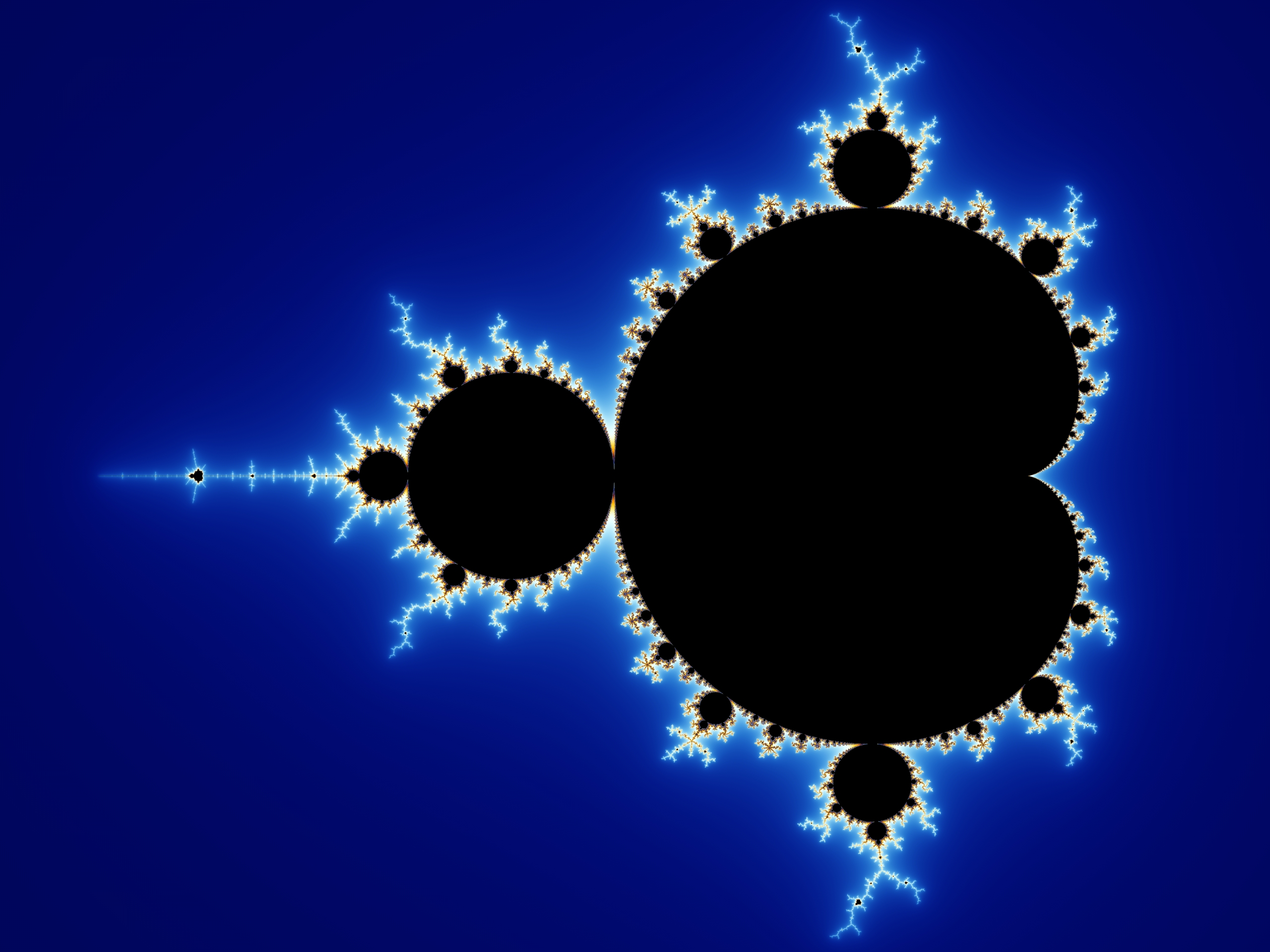
Inizio
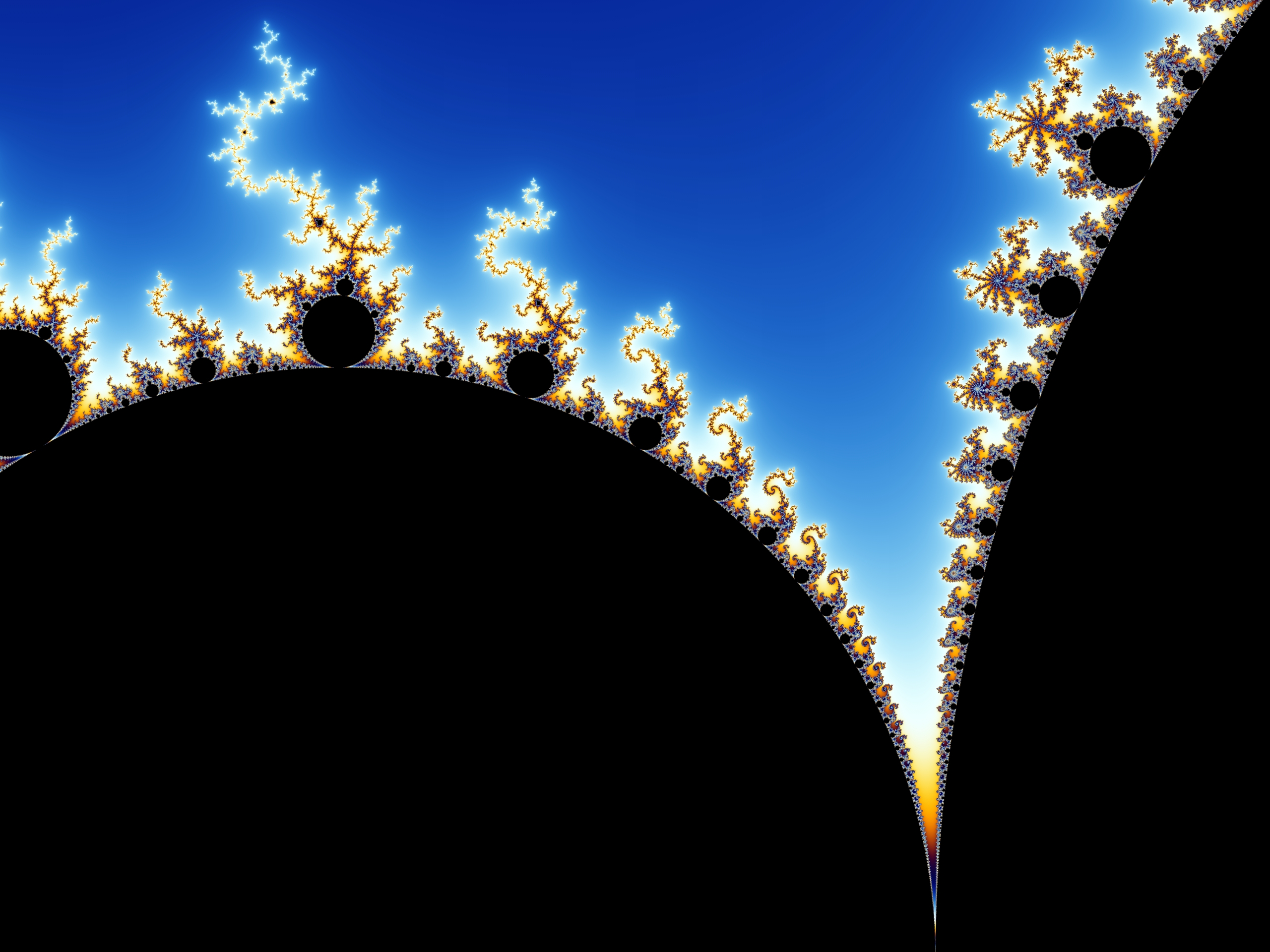
Passo 1
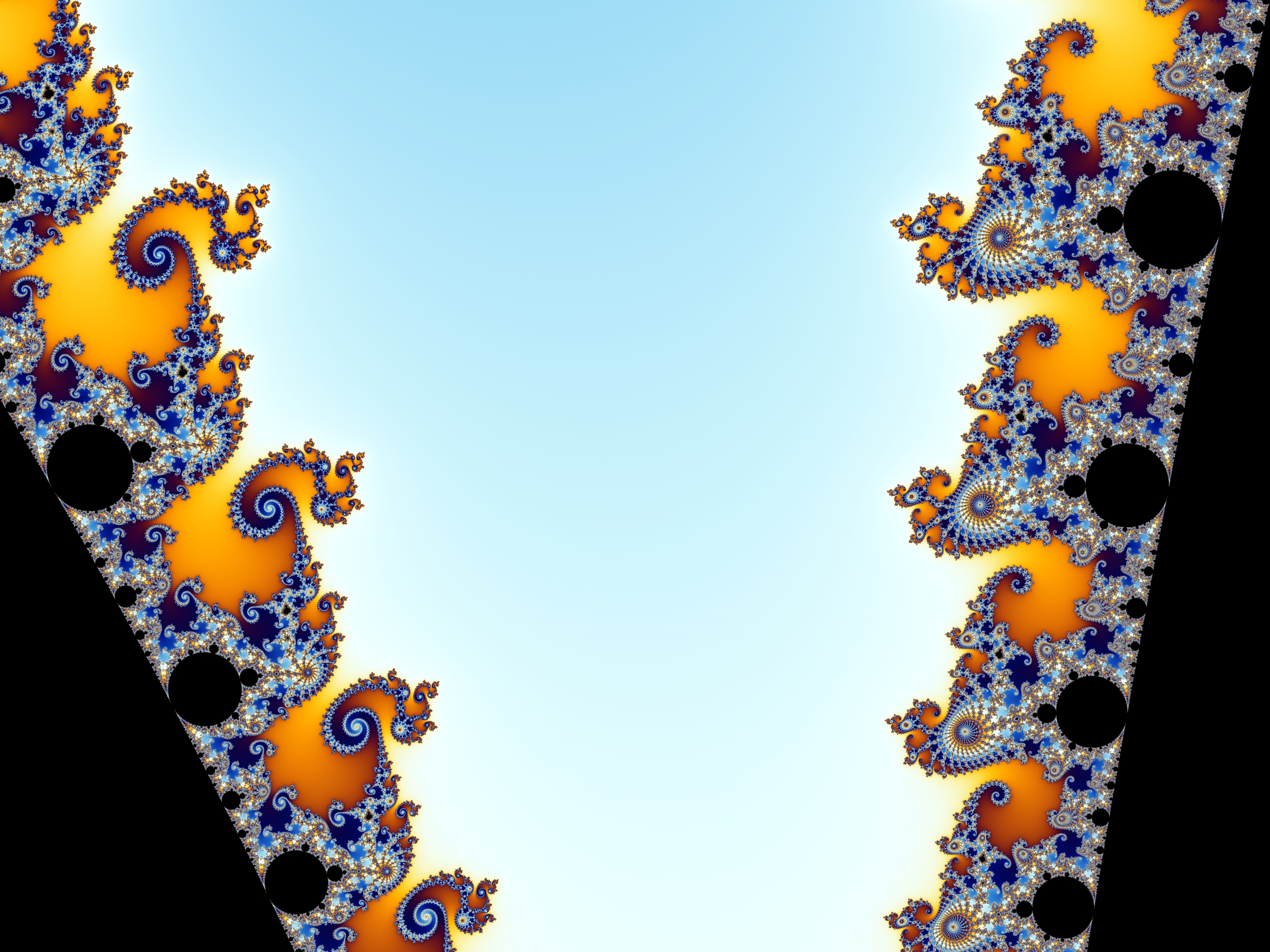
Passo 2
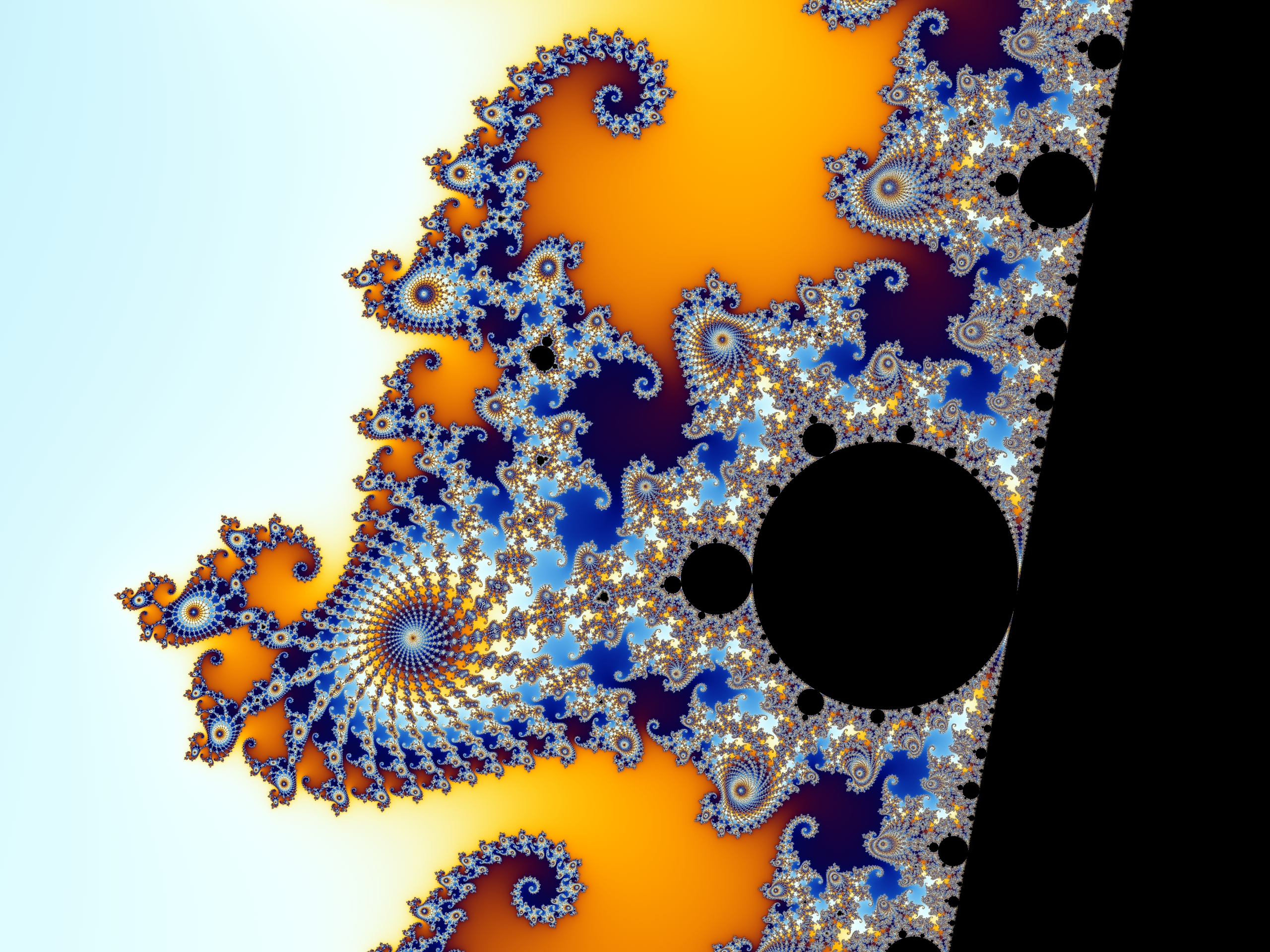
Passo 3
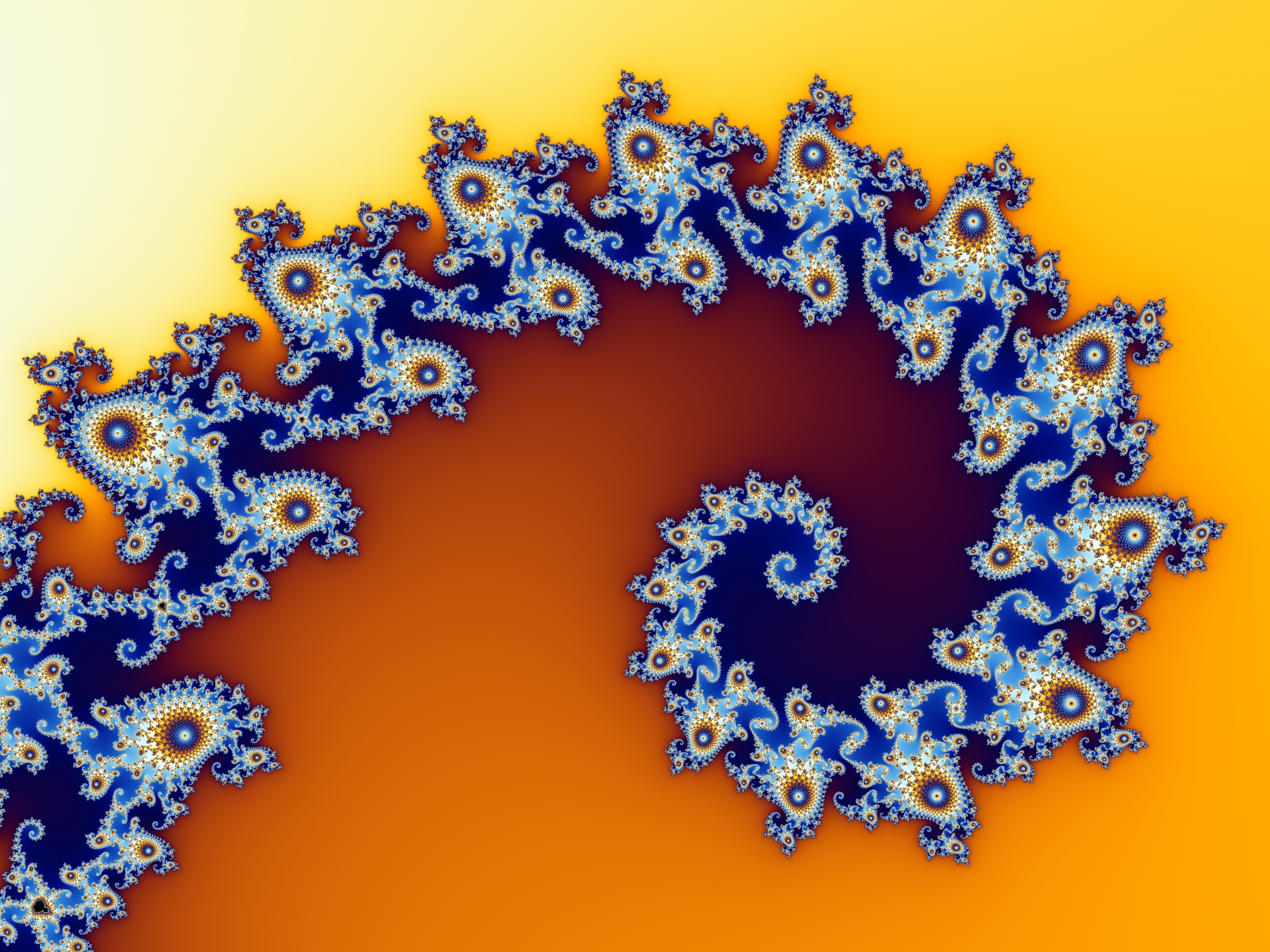
Passo 4
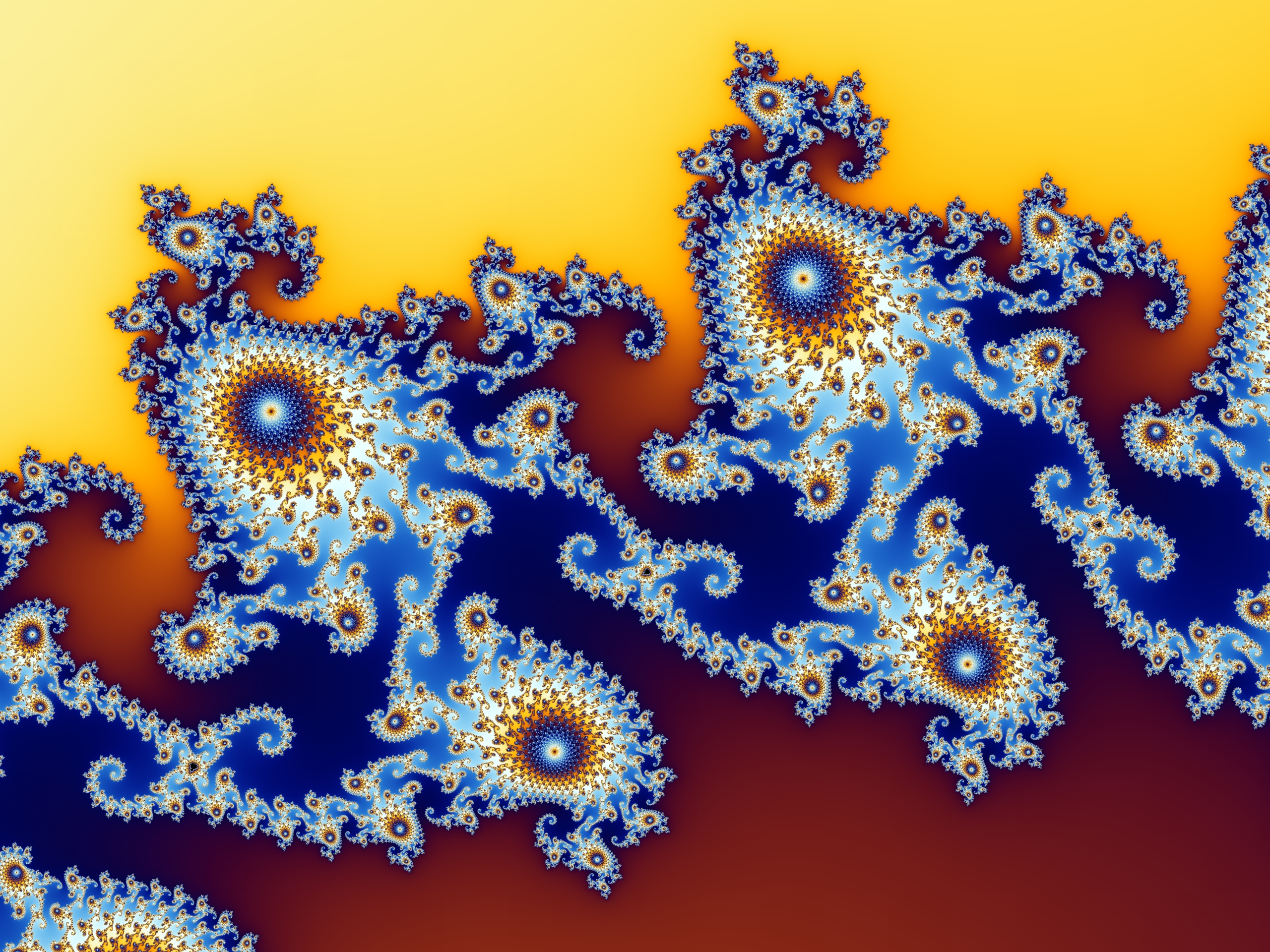
Passo 5
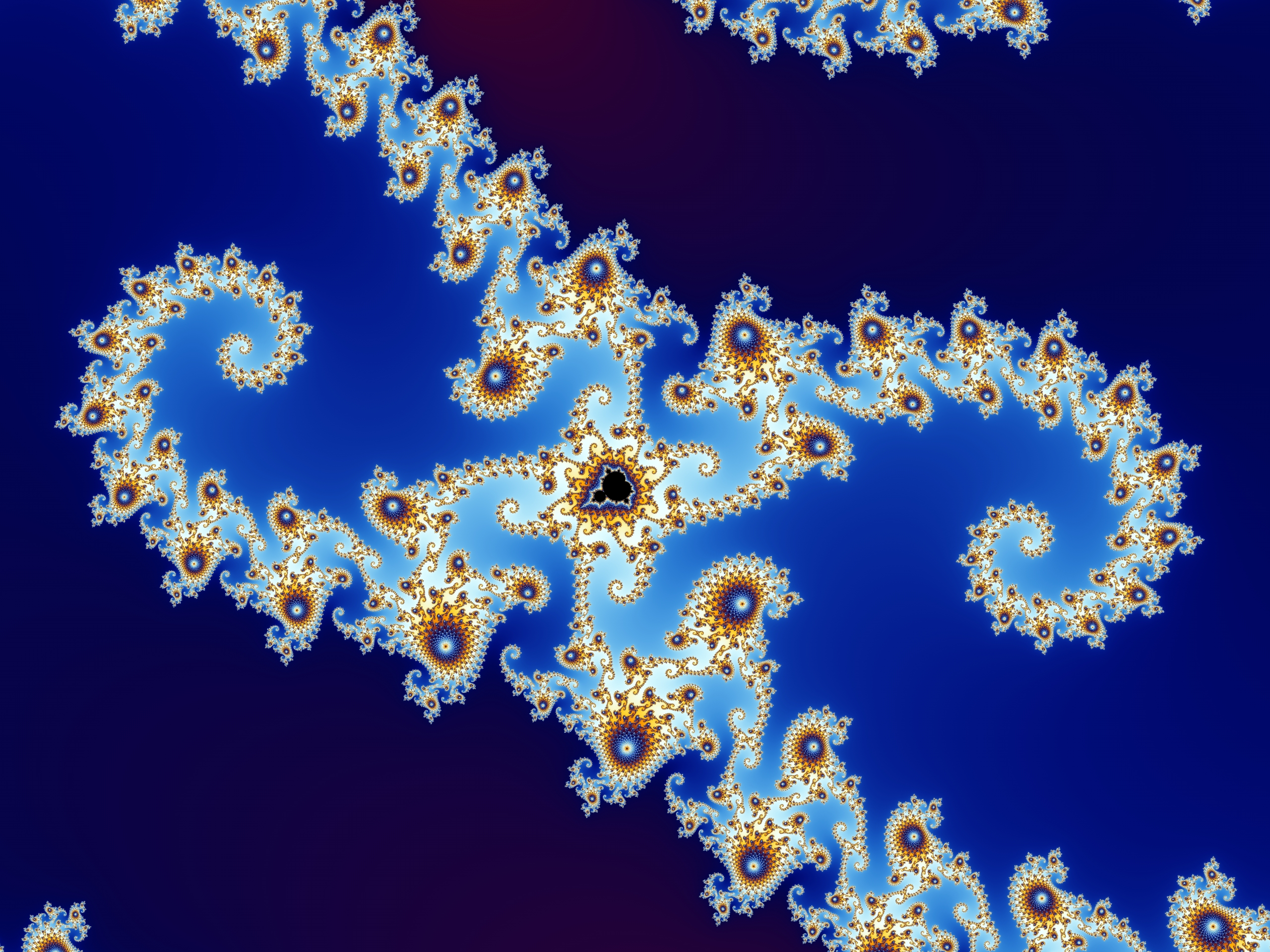
Passo 6
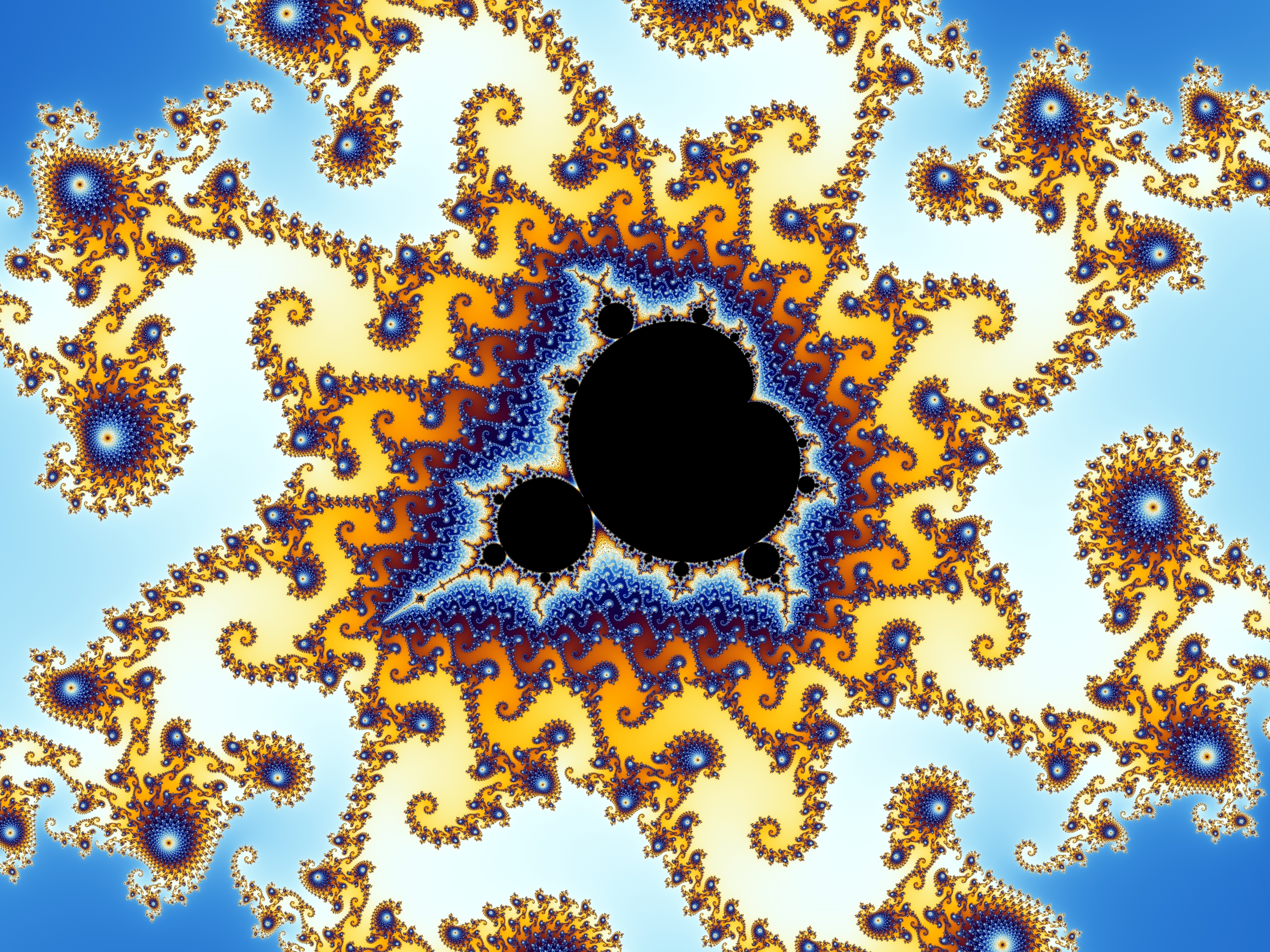
Passo 7
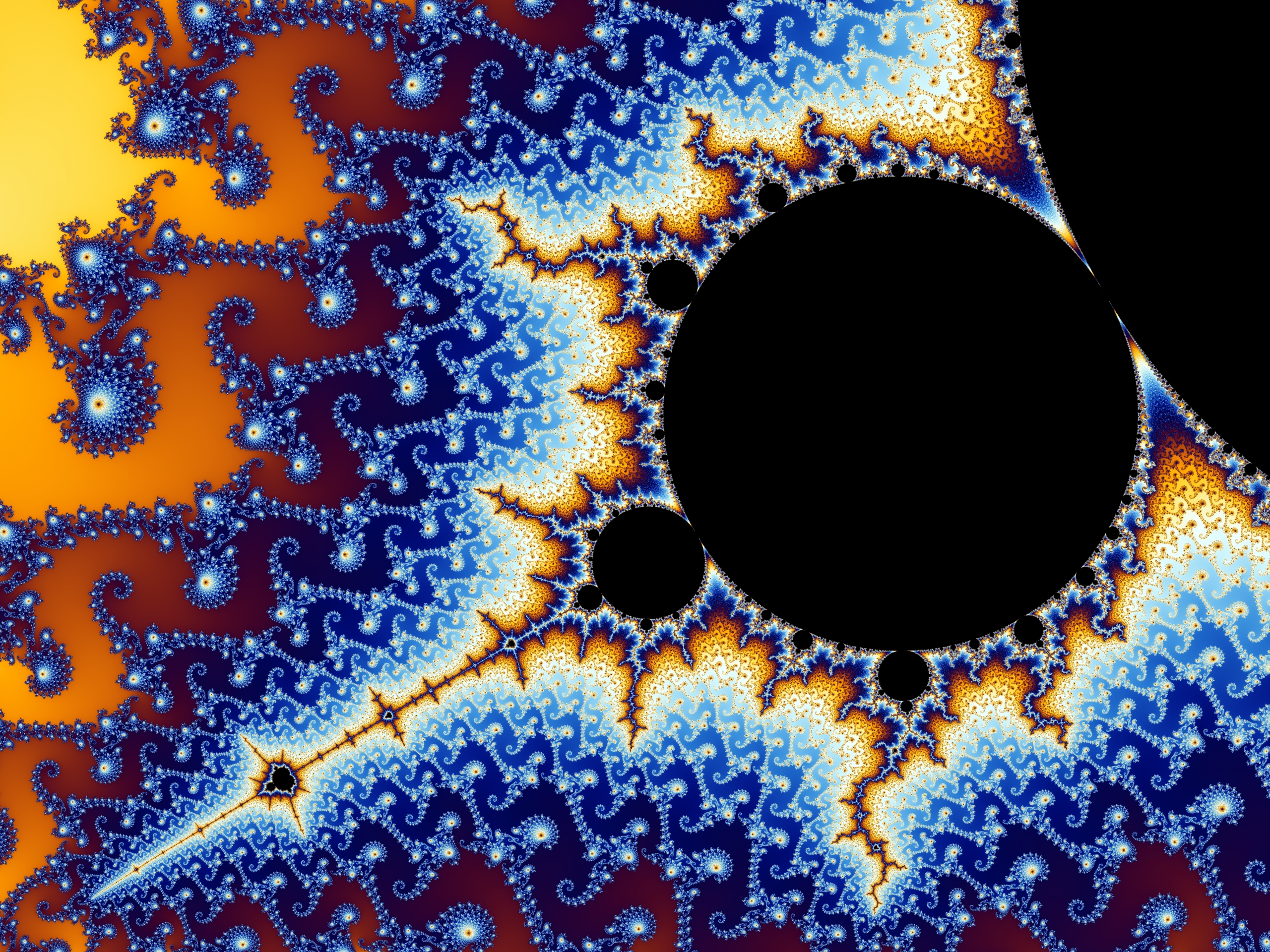
Passo 8
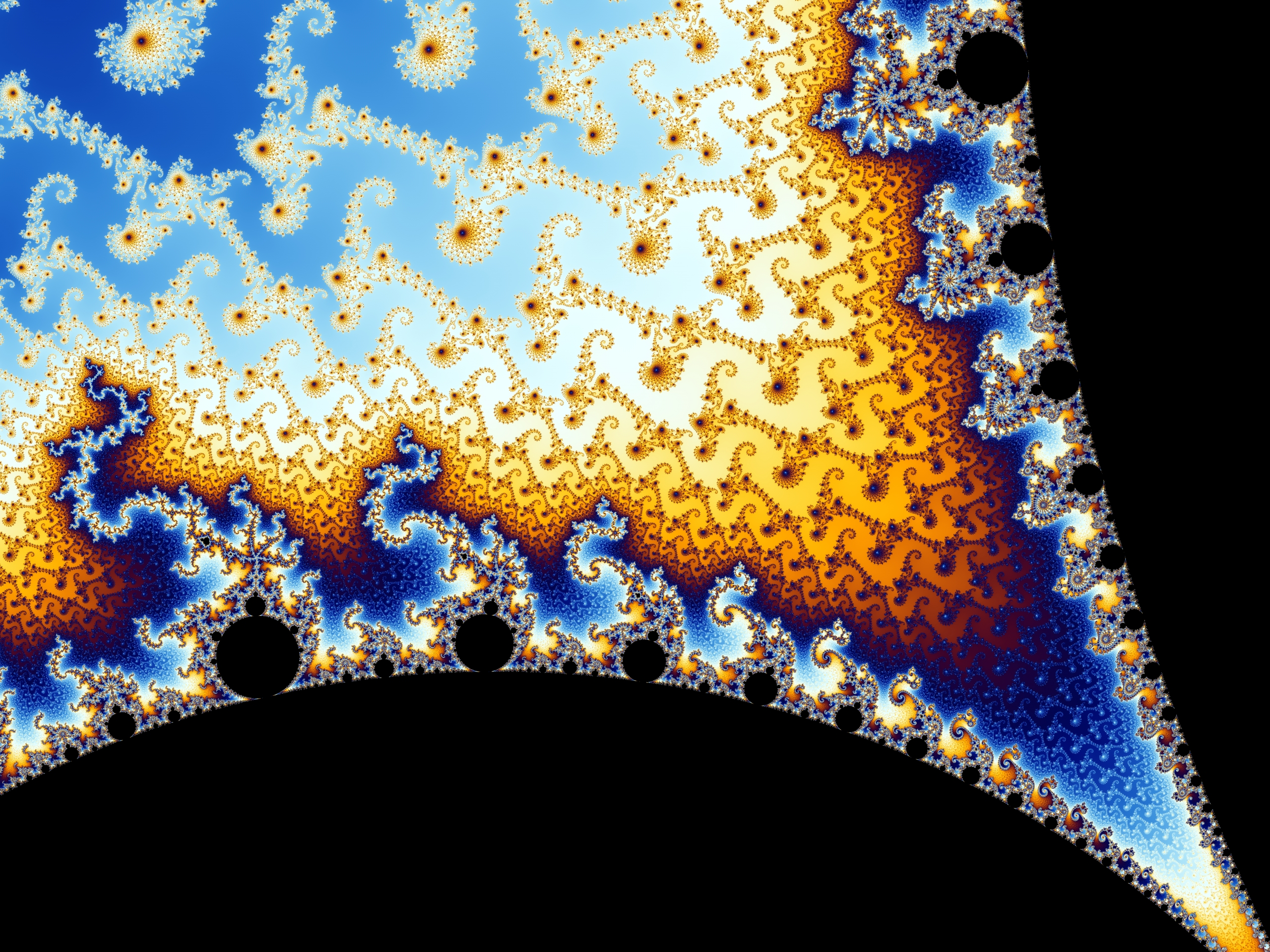
Passo 9
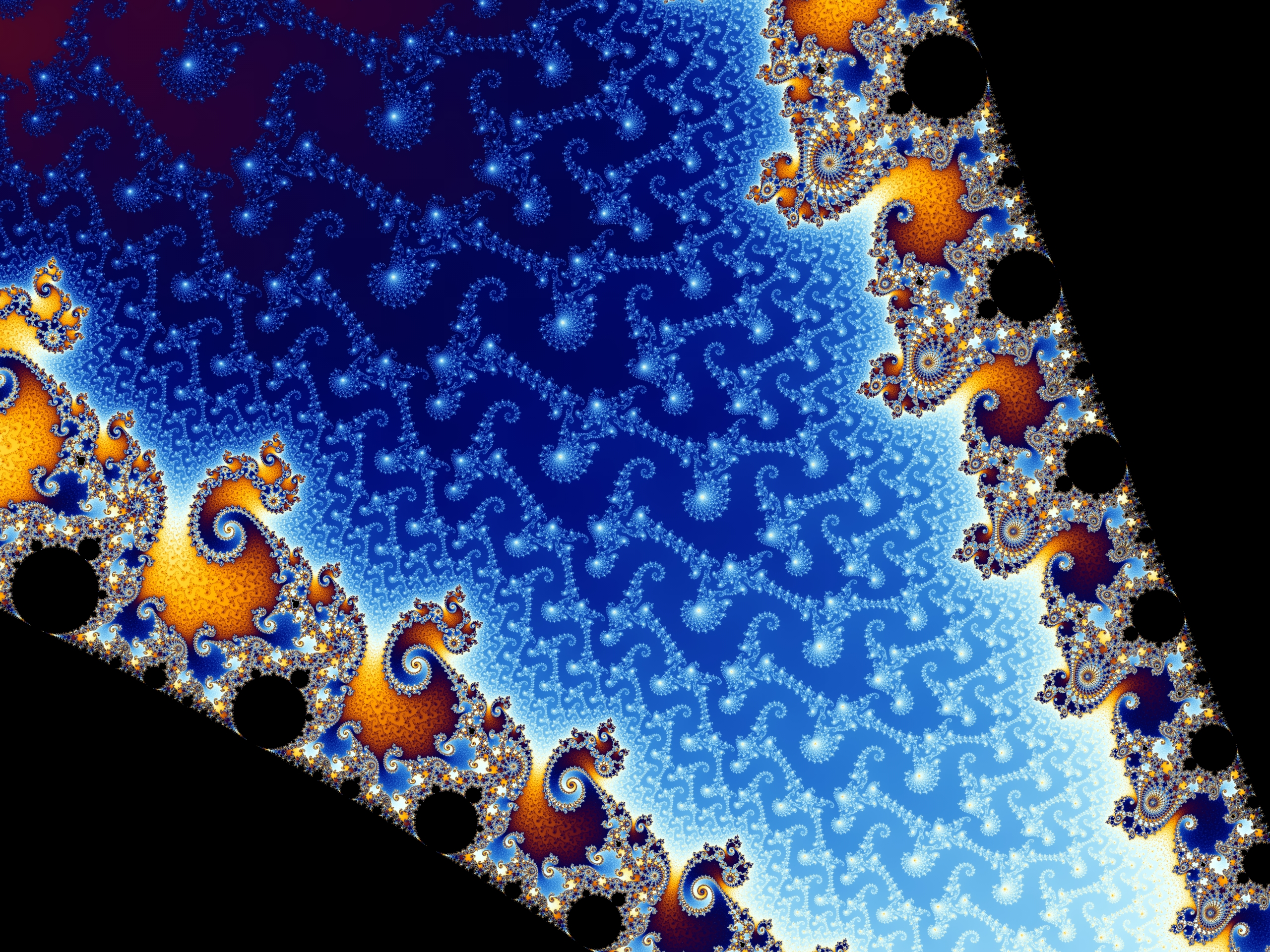
Passo 10
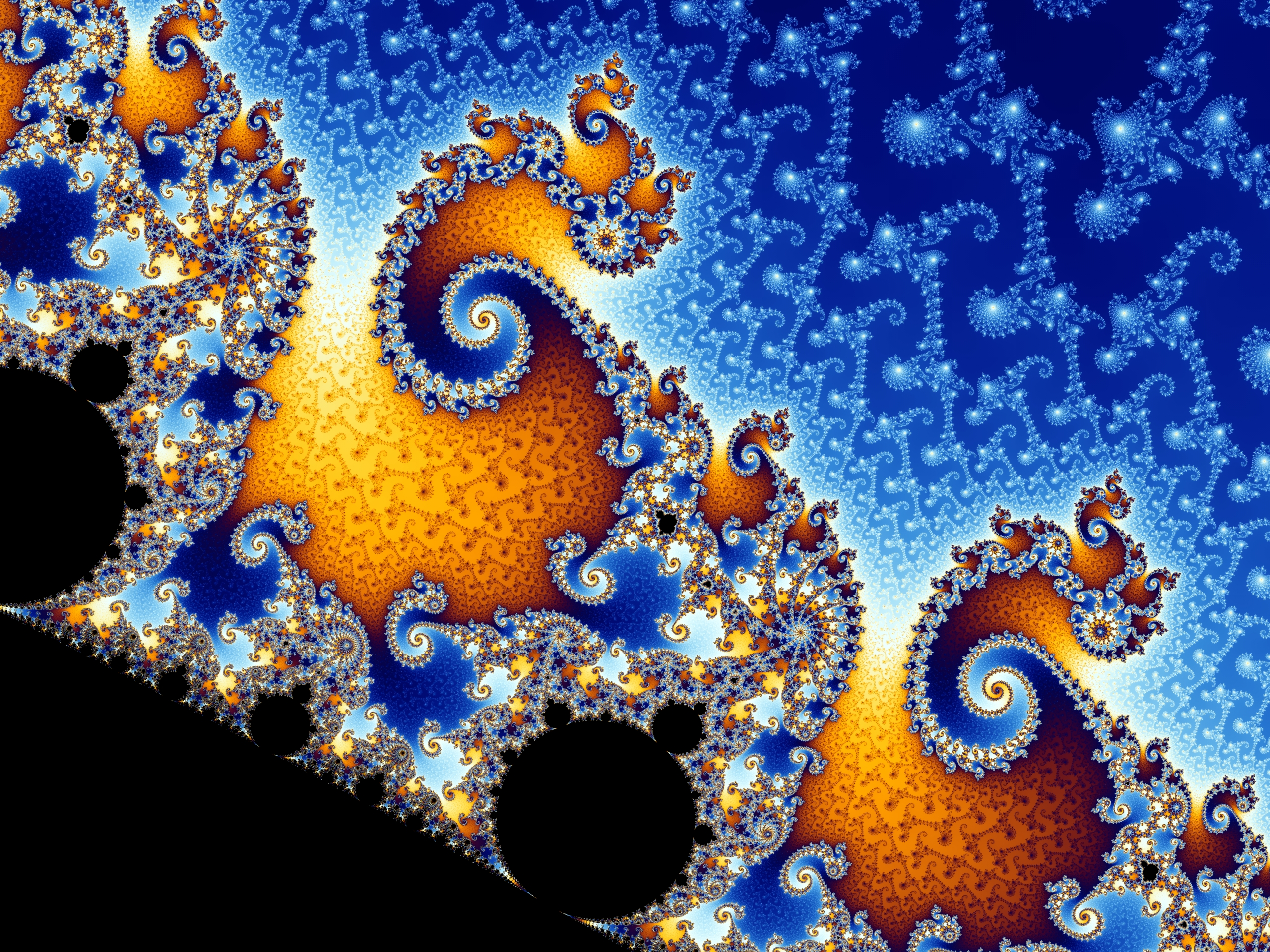
Passo 11
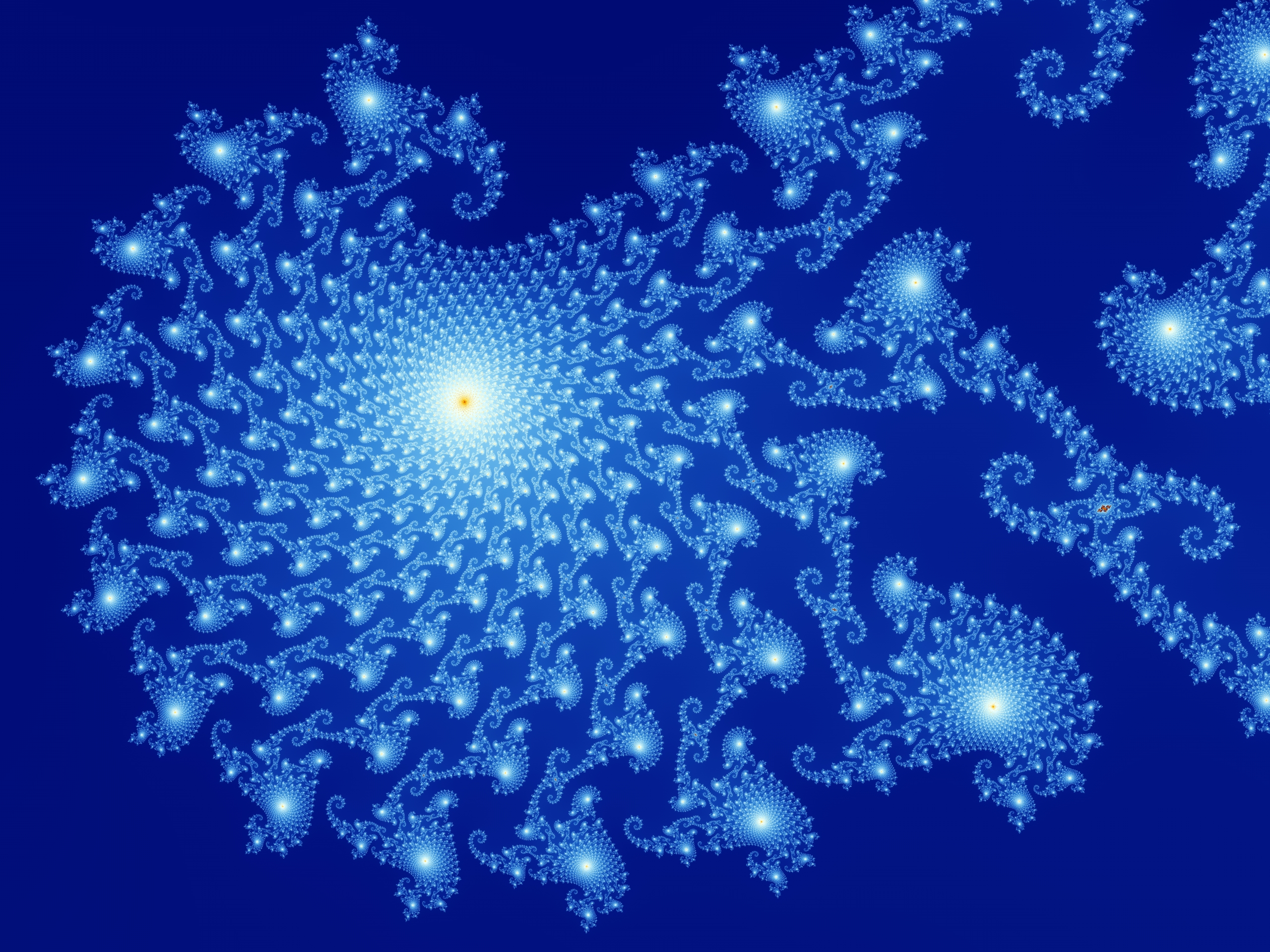
Passo 12
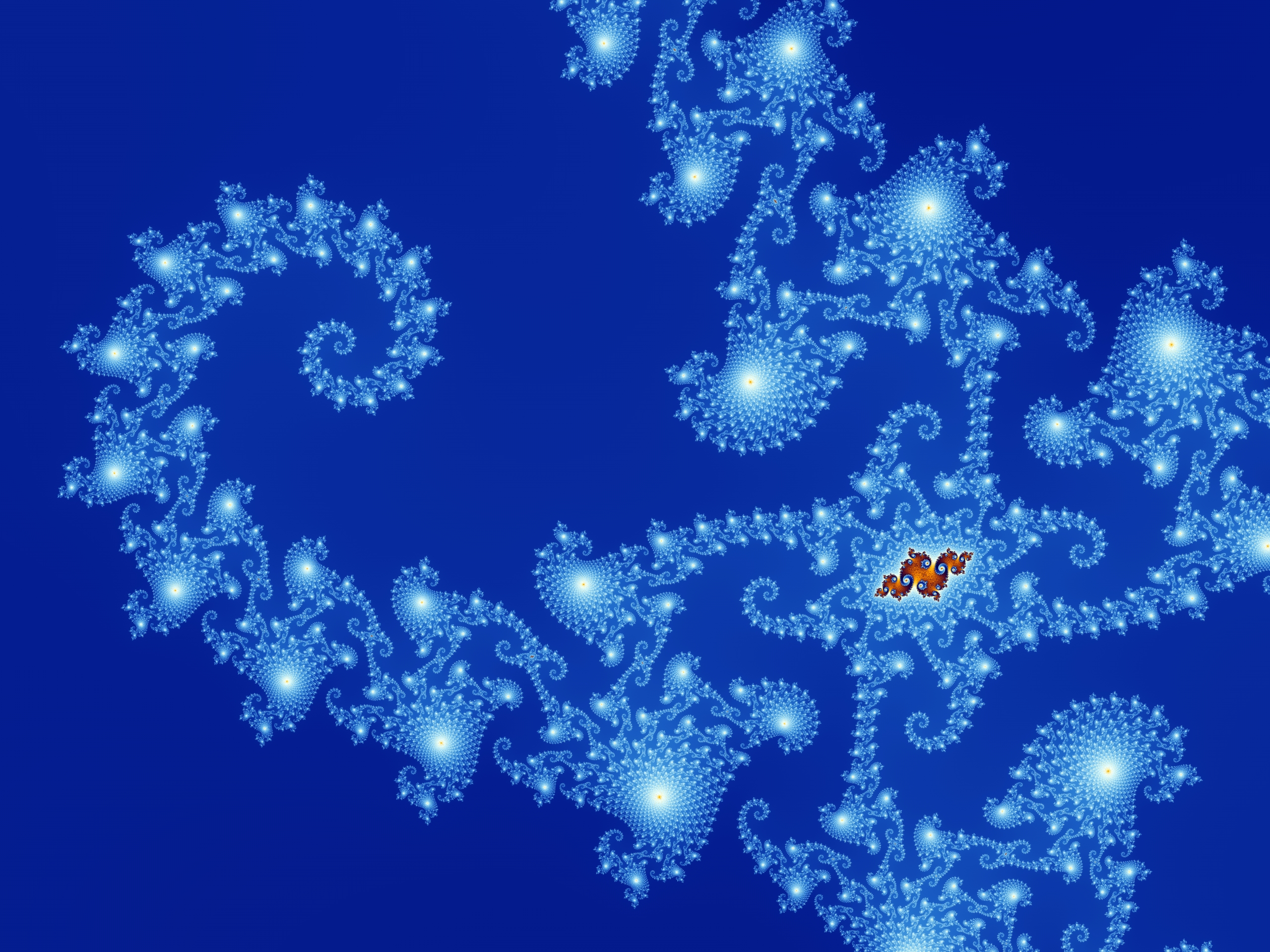
Passo 13
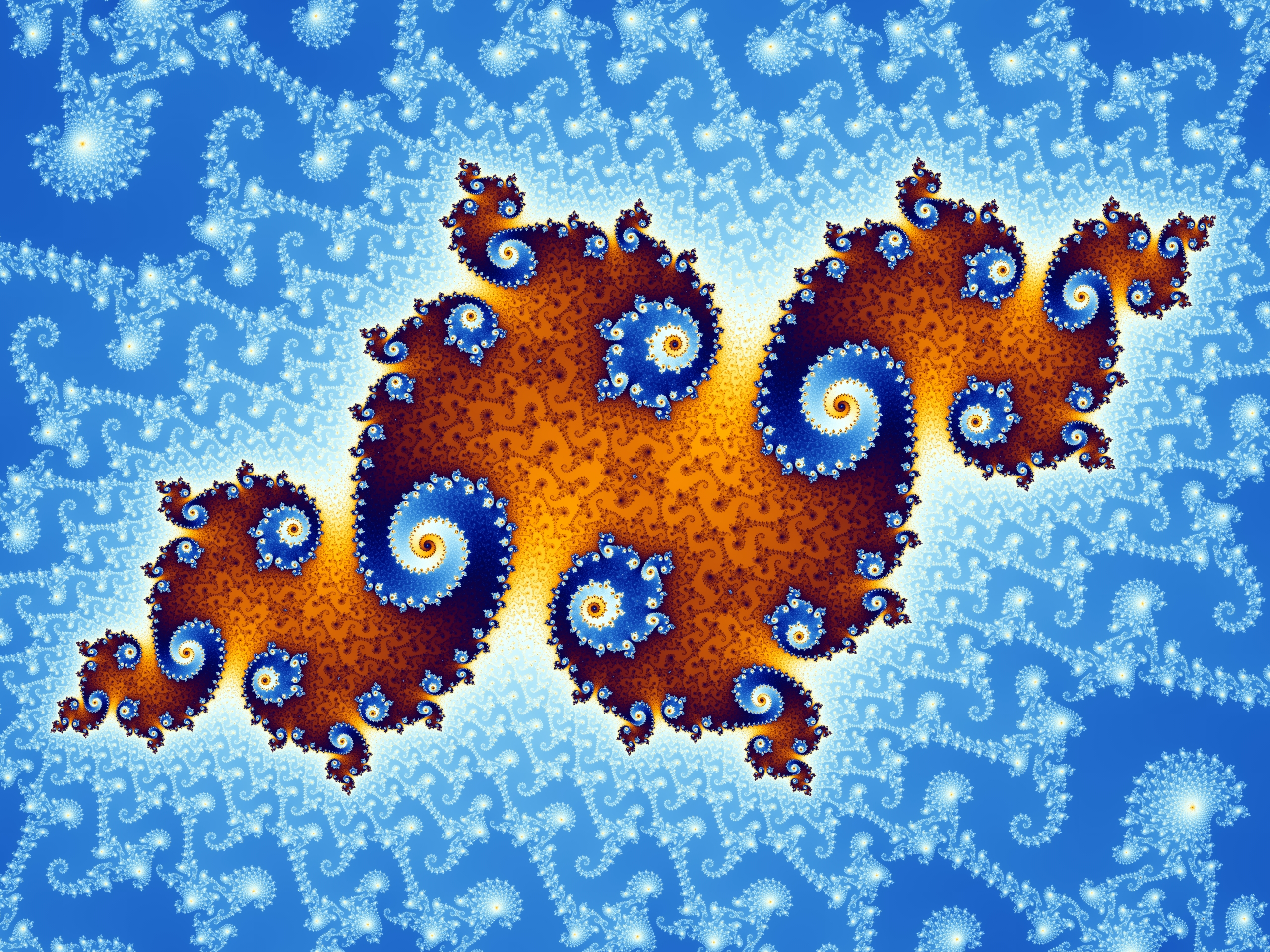
Passo 14